# Pleasure and Pain (album de Ben Harper)
Pour les articles homonymes, voir Pleasure and Pain.
Pleasure and Pain est le nom d'un LP de Ben Harper et Tom Freund sorti en 1992 en disque vinyle à 1500 exemplaires. Ce disque a convaincu Virgin Records de signer Ben Harper. Peu après cet enregistrement, Ben Harper a fait une tournée avec Taj Mahal comme guitariste.
Pleasure and Pain est aussi le nom d'un documentaire de Danny Clinch sur Ben Harper and the Innocent Criminals.

## Liste des titres
1. Whipping Boy (Chris Darrow)
2. Jesus on the Mainline (traditionnelle)
3. Pay the Man (David Lindley, George Pierre)
4. Quarter of a Man (Bob Frizz Fuller)
5. Mama's Got a Girlfriend Now (Ben Harper)
6. Angel from Montgomery (John Prine)
7. Click Yo' Heels (Tom Freund)
8. You Should Have Come to Me (Tom Freund)
9. Dust my Broom (Robert Johnson)
10. Sweet Home Chicago (Robert Johnson)
11. Pleasure and Pain (Ben Harper)